# Maria Teresa de Bourbon-Condé
Maria Teresa de Bourbon-Condé (ur. 1 lutego 1666, zm. 22 stycznia 1732) – księżniczka Condé i Enghien, tytularna królowa Polski w 1697.

## Życiorys
Urodziła się 1 lutego 1666 w paryskim Hôtel de Condé, jako córka Henryka Juliusza, księcia Enghien i Pierwszego Księcia Krwi, który był jedynym synem wielkiego dowódcy czasów Frondy i Marszałka Francji Wielkiego Kondeusza i Anny Henrietty Wittelsbach. W młodości była znana jako Mademoiselle de Bourbon, a nazwana została na cześć żony Ludwika XIV, królowej Marii Teresy Hiszpańskiej.

Ta księżna jest jedyną przedstawicielką Kondeuszy, która jest w czymś dobra. Myślę, że to zasługa niemieckiej krwi w jej żyłach. Jest niska i ma nierówne ramiona, ale nie jest garbata. Ma ładne oczy, podobnie jak jej ojciec, ale poza tym wyjątkiem daleko jej do piękności; chociaż jest cnotliwa i pobożna. To przez co przeszła przez swojego męża przyniosło jej powszechny szacunek i współczucie.

Początkowo planowano wydać ją za mąż za pochodzącego z dynastii sabaudzkiej Emanuela Filberta, księcia Carignan, ale 22 stycznia 1688 roku wyszła w kaplicy królewskiej pałacu w Wersalu za mąż za swojego kuzyna Franciszka Ludwika, księcia Conti. Książę pochodził z Contich – młodszej linii Kondeuszów.
Maria Teresa była szaleńczo zakochana w swoim mężu, mimo iż na dworze wiedziano, że ma on romans z nieślubną córką króla i pani de Montespan, Ludwiką Franciszką, księżną de Bourbon, a ponadto miał homoseksualne inklinacje i nie zwracał większej uwagi na swoją żonę.
Księżna Conti miała trudne relacje ze swoimi dziećmi, co było rezultatem tego, że przez większość życia mieszkała w różnych prowincjonalnych rezydencjach Contich, głównie w pałacu L’Isle-Adam, podczas gdy jej dzieci wraz z ojcem przebywały na dworze. Rodzina zjednoczyła się jednak po śmierci księcia Conti. Maria była znana ze swojej skromności i oddania religii.
W 1697 Ludwik XIV wysunął kandydaturę męża Marii Teresy do korony polskiej, zapewniając mu elekcję dzięki skorumpowaniu szlachty. Został wybrany oficjalnie królem Polski przez większość i ogłoszony nim 27 czerwca, przez prymasa Michała Radziejowskiego. Rosja, Austria i Brandenburgia zjednoczyły się jednak wokół jego kontrkandydata Augusta II, który pierwszy wkroczył do Rzeczypospolitej. Conti we wrześniu 1697 przypłynął na czele eskadry 6 okrętów francuskich dowodzonych przez Jeana Barta na redę portu w Gdańsku. Maria Teresa pozostała we Francji i przez cały dwór i samego króla była uważana za polską królową. 9 listopada atak wojsk wiernych Augustowi II zmusił księcia Conti do opuszczenia jego kwatery w Oliwie i ostatecznego wycofania się z Rzeczypospolitej. W międzyczasie August II Mocny został koronowany na króla w Warszawie i książę w niesławie wrócił do Francji.
W 1709 roku książę Conti zmarł w Paryżu, a jego syn Ludwik Armand został jego następcą. Maria Teresa przyjęła tytuł księżnej wdowy Conti i zawsze podpisując się dodawała liczebnik Douairière – druga, co znaczyło, że była drugą księżną wdową Conti. Pomiędzy rokiem 1727 a 1732 było ich aż trzy Maria Anna – nieślubna córka Ludwika XIV i Louise de La Vallière, Maria Teresa i jej bratanica Ludwika Elżbieta Bourbon-Condé.
Po śmierci męża Maria Teresa zajęła się renowacją należących do rodziny rezydencji, fundacją zakonów i donacjami religijnymi.
W 1713 roku jej córka Maria Anna de Bourbon-Conti poślubiła Ludwika Henryka, księcia de Bourbon. Był on synem kochanki ojca swojej żony Ludwiki Franciszki. Tego samego dnia podczas podwójnej ślubnej ceremonii w Wersalu jej syn poślubił Ludwikę Elżbietę, która przejęła tytuł ciotki na następne trzydzieści lat.
Maria Teresa zmarła 22 lutego 1732 roku w Hôtel de Conti, najprawdopodobniej na skutek syfilisu, którym zaraził ją mąż. Została pochowana w kościele św. Andrzeja w L’Isle-Adam.

## Potomstwo
Ze związku małżeńskiego z Franciszkiem Ludwikiem (1664-1709), księciem Conti miała siedmioro dzieci
- dziecko (1693),
- syn (1694-1698), książę de La Roche-sur-Yon,
- Maria Anna (1689-1720), mademoiselle de Conti, od 1713 żona Ludwika IV Henryka, księcia Condé,
- Ludwik Armand II (1695-1727), następny książę Conti,
- Ludwika Adelajda (1696-1750), mademoiselle de La Roche-sur-Yon,
- córka (1697–1699), mademoiselle d'Alais,
- Ludwik Franciszek (1703–1704), hrabia d'Alais